# Hans von Obstfelder
Hans von Obstfelder (6 septembre 1886 à Steinbach-Hallenberg – 20 décembre 1976 à Wiesbaden) est un General der Infanterie allemand qui a servi au sein de la Wehrmacht pendant la Seconde Guerre mondiale.

## Biographie
Il combat dans le 32e régiment d'infanterie lors de la Première Guerre mondiale comme sous-lieutenant. Il est nommé Oberstleutnant (lieutenant-colonel) en 1930.
Au début de la Seconde Guerre mondiale, il commande la 28. Infanterie-Division lors de la campagne de Pologne puis prend le commandement du 24. Armeekorps qui participe à la campagne de France. À la tête de cette unité, il participe à l'invasion de l'URSS et va combattre dans le Caucase. En août 1944, il prend le commandement du 86. Armeekorps qui est alors stationné en Aquitaine. Dès le débarquement de Normandie, cette unité rejoint la zone entre Caen et la Seine. Fin juillet 1944, elle s'oppose au 1st British Corps lors de l'opération Goodwood lancée par les Alliés pour dégager Caen. Plus tard, il parvient à extraire les restes du 86. Korps dont la 21. Panzerdivision de la poche de Falaise. À l'automne, il combat dans les Vosges à la tête de la 1. Armee. Il commandera la 7. Armee pendant les 3 derniers mois de la guerre. Il est fait prisonnier par les Américains en mai 1945.
Pendant sa période de captivité, de 1945 à 1947, il sert d'officier de liaison pour l'US Army.
Il meurt à Wiesbaden en décembre 1976 à 90 ans.

## Décorations
- Croix du Mérite militaire de Bavière 3e classe
- Croix allemande en or (21 avril 1943)
- Insigne des blessés
  - en noir
- Croix de fer
  - 2e classe
  - 1re classe
- Croix de chevalier de la croix de fer avec feuilles de chêne et glaives
  - Croix de chevalier le 27 juillet 1941 en tant que General der Infanterie et commandant du XXIX. Armeekorps[2]
  - 251e feuilles de chêne le 7 juin 1943 en tant que General der Infanterie et commandant du XXIX. Armeekorps[3]
  - 110e glaives le 5 novembre 1944 en tant que General der Infanterie et commandant du LXXXVI. Armeekorps[4]

Cette décoration avec ses grades supérieurs - les Feuilles de chêne et Glaives - sont attribuées pour récompenser un acte d'une extrême bravoure sur le champ de bataille ou un commandement militaire avec succès.